# 庆祝中华人民共和国成立70周年联欢活动
庆祝中华人民共和国成立70周年联欢活动是2019年10月1日中华人民共和国成立70周年之际，于北京天安门广场举行的大型群众联欢活动，也是庆祝中华人民共和国成立70周年活动的一部分。

## 前期准备

### 信息发布

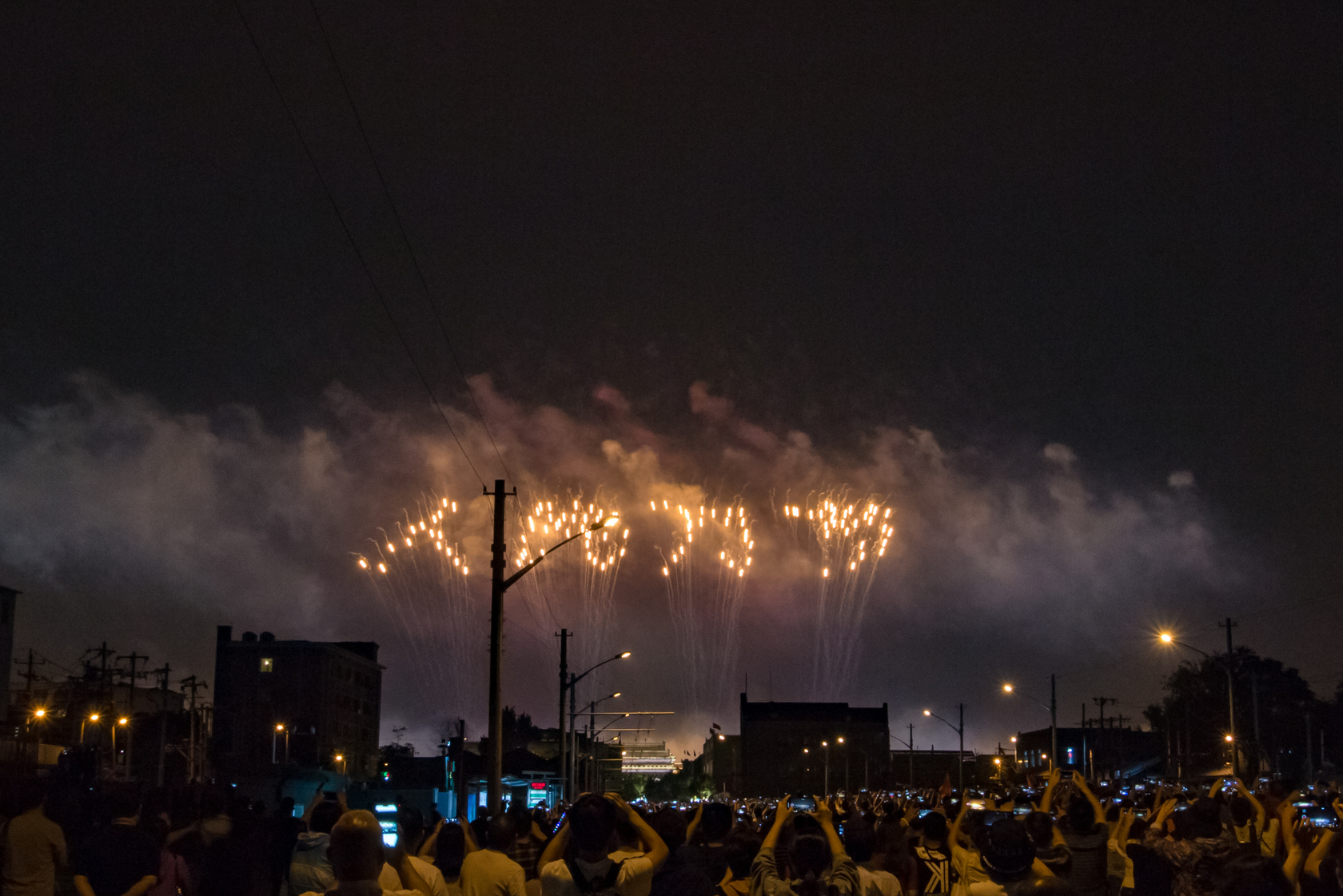
庆祝中华人民共和国成立70周年联欢活动·焰火表演

2019年8月29日，国务院新闻办公室举行新闻发布会，中共中央宣传部常务副部长王晓晖介绍，10月1日晚，将在北京天安门广场举办首都国庆联欢活动，党和国家领导人同首都各界群众代表一起联欢，并观看文艺演出和烟火表演，预计有6万多北京各界的群众参与此次联欢。中共北京市委常委、宣传部长杜飞进介绍，此次联欢将会有3290名联欢群众通过手持发光屏和表演道具，进行组图、立体呈现，并由有关省区市的特色群众艺术团体3650人参加联欢，呈现各地特色文化。在群众联欢环节，则在主题表演区东西两侧共设立10个群众联欢区块，分别以“幸福生活”、“同心筑梦”、“时代风采”、“放飞梦想”、“鱼水情深”、“健康中国”、“砥砺奋进”、“绿水青山”、“美丽乡村”和“拥抱世界”为主题，编排热情欢快、各具风格的歌舞，联欢结束后则有烟花表演。
2019年9月25日，庆祝中华人民共和国成立70周年活动新闻中心在梅地亚中心二层新闻发布厅举办第二场专题集体采访活动。庆祝大会服务保障和群众游行指挥部执行指挥张革，志愿者指挥部执行指挥熊卓，联欢活动指挥部联欢演出部常务副部长庞微，群众游行总导演、北京师范大学艺术与传媒学院副院长肖向荣，广场专家组组长、清华大学美术学院党委书记马赛，志愿者代表、清华大学经济管理学院四年级博士生黄成介绍联欢活动有关情况。联欢活动指挥部联欢演出部常务副部长庞微表示，此次联欢活动将于10月1日晚8时在天安门广场举行，总时长90分钟。其中，联欢活动中的主题表演环节分《红旗颂》《我们走在大路上》《在希望的田野上》《领航新时代》四个章节；中心联欢表演选用了近40首为群众所熟悉、所喜爱的经典歌曲，同时专门组织创作《人民是天》《好儿好女好家园》《山笑水笑人欢笑》《新天新地新时代》《同欢同乐同祝愿》“礼赞新时代”一组声乐套曲。其中精选了《我和我的祖国》等16首歌曲，由全场联欢群众合唱。而群众联欢区块分别以“幸福生活”、“同心筑梦”、“时代风采”、“放飞梦想”、“鱼水情深”、“健康中国”、“砥砺奋进”、“绿水青山”、“美丽乡村”和“拥抱世界”为主题，除此之外群众游行还包括了表演台表演、光艺呈现，同时通过大型装置配合主题表演进行呈现。此次聯歡活動的藝術總監由張和平担任，總導演由張藝謀担任，烟花总设计师为蔡国强，執行總導演为甲丁。为响应习近平上任后中共中央所订定的反腐败政策八项规定及禁止公款追星、节俭办晚会等禁奢令政策，本次联欢活动与2009年60周年国庆联欢晚会不同，没有大腕明星参与。亦不再采用“联欢晚会”为正式活动节目名，改为“联欢活动”。

### 工作准备
2019年9月7日夜至8日晨，在天安门地区及长安街沿线举行国庆70周年庆祝活动第一次全流程演练。约9万人参加演练及现场保障工作。此次联合演练包括庆祝大会仪式、阅兵、群众游行、联欢活动、转场、应急处置等六项内容。
2019年9月14日下午至16日凌晨，在天安门地区及长安街沿线举行国庆70周年庆祝活动第二次全流程演练。联欢活动演练了各表演区块的整体融合和衔接配合，现场呈现出浑然一体的表演效果。
2019年9月21日下午至23日凌晨，在天安门地区及长安街沿线举行国庆70周年庆祝活动第三次全流程演练。此次全流程演练也是首次国庆联欢活动烟花参与的演练。本次演练是庆祝活动最后一次演练，包括庆祝大会仪式、阅兵、群众游行、联欢活动、转场及应急处置等6项内容，重点检验庆祝活动全流程、全要素、全力量的衔接配合，全面提升各方组织指挥和保障体系运行效能。联欢活动在22日晚进行演练，首次增加烟花部分燃放任务，多个表演区块各具特色又浑然一体，广场上唱响盛世欢歌。

## 晚会流程

### 开幕
- 开幕礼花：《我爱你中国》

### 序
- 主题表演《红旗颂》
  - 巨幅网幕国旗
  - 歌曲《歌唱祖国》

### 第一篇章《我们走在大路上》
- 中心联欢表演《好儿好女好家园》
  - 《好儿好女好家园》
  - 《赞歌》
  - 《唱支山歌给党听》
  - 《北京的金山上》
  - 《青春舞曲》
  - 《红太阳照边疆》
  - 《只有山歌敬亲人》
  - 《花儿与少年》
  - 《母亲是中华》
- 音乐烟花《青年友谊圆舞曲》
- 主题表演《我们走在大路上》

### 第二篇章《在希望的田野上》
- 中心联欢表演《山笑水笑人欢笑》
  - 《山笑水笑人欢笑》
  - 《我的祖国》
  - 《花儿朵朵向太阳》
  - 《中国，中国，鲜红的太阳永不落》
  - 《红旗飘飘》
  - 《大中国》
  - 《阳光路上》
  - 《同心共筑中国梦》
  - 《母亲是中华》
- 音乐烟花《北京喜讯到边寨》
- 主题表演《在希望的田野上》

### 第三篇章《领航新时代》
- 中心联欢表演《新天新地新时代》
  - 《新天新地新时代》
  - 《美丽中国走起来》
  - 《相亲相爱》
  - 《男儿当自强》
  - 《北京 我的爱》
  - 《我们都是追梦人》
- 音乐烟花《新时代圆舞曲》
- 主题表演《领航新时代》（歌曲《不忘初心》）
- 中心联欢表演《同欢同乐同祝愿》
- 音乐烟花《歌唱祖国》

### 群众自主联欢（未安排直播）
- 《青年圆舞曲》
- 《在一起》

## 参会嘉宾

### 党和国家领导人
- 中共中央总书记、中华人民共和国主席、中央军委主席：习近平
- 中共中央政治局常委、国务院总理：李克强
- 中共中央政治局常委、第十三届全国人大常委会委员长：栗战书
- 中共中央政治局常委、十三届全国政协主席：汪洋
- 中共中央政治局常委、中央书记处书记：王沪宁
- 中共中央政治局常委、中央纪委书记：赵乐际
- 中共中央政治局常委、国务院副总理：韩正
- 中华人民共和国副主席：王岐山
- 曾任中央政治局常委职务的老同志：李瑞环、贾庆林、张德江、俞正声、宋平、曾庆红、吴官正、李长春、贺国强、刘云山、张高丽
- 中共第十九届中央政治局委员：丁薛祥、王晨、刘鹤、刘奇葆、许其亮、孙春兰、李希、李强、李鸿忠、杨洁篪、杨晓渡、张又侠、陈希、陈全国、陈敏尔、胡春华、郭声琨、黄坤明、蔡奇
- 在京中央书记处书记、全国人大常委会副委员长、国务委员、最高人民法院院长、最高人民检察院检察长、全国政协副主席：尤权、曹建明、张春贤、沈跃跃、吉炳轩、艾力更·依明巴海、陈竺、王东明、白玛赤林、丁仲礼、郝明金、蔡达峰、武维华、魏凤和、王勇、王毅、肖捷、赵克志、周强、张军、张庆黎、刘奇葆、万钢、何厚铧、卢展工、王正伟、马飚、陈晓光、梁振英、夏宝龙、杨传堂、李斌、巴特尔、汪永清、何立峰、苏辉、郑建邦、辜胜阻、刘新成、何维、邵鸿、高云龙
- 曾担任中央政治局委员、中央书记处书记、全国人大常委会副委员长、国务委员、最高人民法院院长、最高人民检察院检察长、全国政协副主席等副国级领导职务的老同志：姜春云、王乐泉、王兆国、回良玉、刘淇、王刚、刘延东、李源潮、马凯、李建国、范长龙、孟建柱、郭金龙、王汉斌、何勇、杜青林、赵洪祝、彭珮云、蒋正华、顾秀莲、乌云其木格、华建敏、陈至立、司马义·铁力瓦尔地、王胜俊、陈昌智、张平、向巴平措、张宝文、梁光烈、常万全、贾春旺、王忠禹、李蒙、白立忱、阿不来提·阿不都热西提、李兆焯、黄孟复、张梅颖、张榕明、李金华、郑万通、王志珍、韩启德、罗富和、李海峰、陈元、王家瑞、齐续春、马培华、刘晓峰

### 其他嘉宾
- 现任和前任中央军委委员：李作成、苗华、张升民，傅全有、于永波、陈炳德、李继耐、乔清晨、靖志远、赵克石、吴胜利、马晓天
- 澳門特別行政區行政长官崔世安和候任行政长官贺一诚
- 在京中央党政军群各部门负责人，老同志代表，在京中央委员、候补中央委员、中共十九大代表、中央纪委委员、国家监委委员、全国人大代表、全国政协委员，港澳台同胞、海外侨胞代表，各民主党派中央在京委员、全国工商联和无党派人士代表，北京市有关负责同志，国家勋章和国家荣誉称号、“八一勋章”获得者，全国先进模范人物代表，十一世班禅额尔德尼·确吉杰布，全国性宗教团体主要负责人，全国民族团结进步表彰大会代表、全国少数民族参观团成员，在京中国科学院院士和中国工程院院士，优秀留学回国人才代表，部分已故老干部的配偶，全国重点优抚对象，首都各界代表，普通群众代表

## 媒体转播
湖南广播电视台旗下的湖南卫视（到晚上21时59分59秒）、中央广播电视总台旗下的全体所有中国中央电视台频道、全体所有中央人民广播电台频道以及全体所有中国国际广播电台频道现场直播以及传播联播转播晚上19时30分开始直播联欢活动，由中央广播电视总台旗下的中国中央电视台综合频道主要主持人佟丽娅、尹颂、张舒越、中央广播电视总台旗下的中央人民广播电台音乐之声主要主播楚悦解说；央视其他频道在同时间段安排了其他节目。
广播方面，全体所有中央人民广播电台频道以及全体所有中国国际广播电台频道现场直播以及传播联播转播本次联欢活动，由央广中国之声《新闻和报纸摘要》和《新闻纵横》主播陈智鹏、王艺解说。
中央广播电视总台旗下的全体所有中国中央电视台频道、全体所有中央人民广播电台频道以及全体所有中国国际广播电台频道现场直播以及传播联播转播本次联欢活动。中国中央电视台亦会通过Facebook、YouTube等网站向海外直播。此外，中央广播电视总台将在全国10余个省份的70家影院直播新中国成立70周年庆祝大会，使之成为全国首部直播院线电影《此时此刻——共庆新中国70华诞》。全国各级广播电视主频道频率，央视网、央视新闻移动网、各大新闻网站以及各大新媒体平台亦会同步转播，使用中央广电总台提供的公共信號。
港澳方面，除可接收香港电台和澳广视负责转播的中央广播电视总台旗下各电视频道现场直播以外，香港無綫電視翡翠台在國慶當晚21:30-23:00延时轉播《國慶70周年聯歡活動》（附带粤语解說），澳门澳视澳门台在國慶當晚20:00-21:30同步直播《首都國慶聯歡活動》。
在国外，新加坡新传媒8频道等众多国际主流媒体新闻信息频道亦会参与直播报道。

## 收視率

### 中國大陸
根据广视索福瑞的统计，本次晚会在央视一套首播的全国网收视率为5.39%，市场份额为19.08%，在当日各央视卫视频道晚间时段收视率排行榜中排名第一。

### 港澳
由於港台电视33、33A（中国中央电视台综合频道（港澳版））已有同步现场直播，翡翠台延時轉播，且當晚香港有不少示威活動令觀眾轉向無綫新聞台，香港7天跨平台收視只有11點，澳門也由於澳視澳門台以及澳广视转播的中国中央电视台综合频道（港澳版）、新闻频道、CGTN以及澳门有线电视、澳门基本电视频道所转播的众多大陆电视频道已經同步直播的緣故，家中及家外直播收視也只有7.8點收視。